# August Wöhler
August Wöhler (Soltau, 22 de junho de 1819 — Hannover, 21 de março de 1914) foi um engenheiro alemão.
Pesquisou o comportamento material do aço e ferro. As linhas de Wöhler mostram a resposta de um material sob cargas vibratórias, relacionando a resistência à fratura com a amplitude de tensão variável.

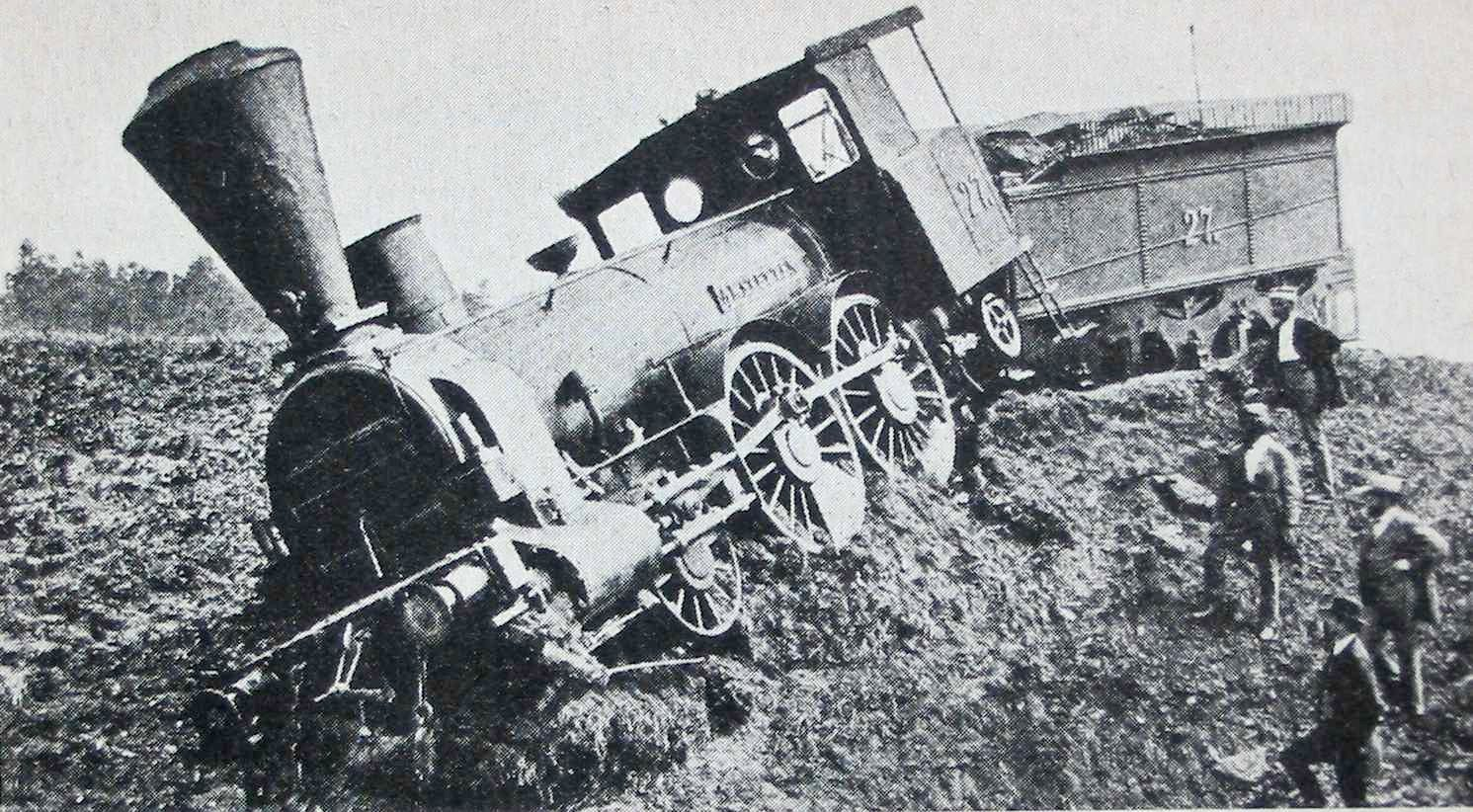
Descarrilhamento do "Amstetten" em 19 de outubro de 1875

## Vida
Wöhler nasceu em 1819, filho de um professor ginasial. Em 1835 iniciou os estudos na Universidade de Hannover. Devido a sua habilidade matemática obteve uma bolsa de estudo de 100 táler anuais, pela qual teve de pagar trabalhando diariamente em uma oficina após completar os estudos. Obtendo boas notas e 100 táler para viagem, foi morar em Berlim. De 1841 a 1843 trabalhou para August Borsig e depois durante quatro anos na recém fundada Linhas Ferroviárias Reais de Hannover.
Em 1847 foi engenheiro-mestre da Linhas Ferroviárias da Baixa Silésia-Mark em Frankfurt an der Oder, que foi encampada em 1852 pela Prússia, sendo Wöhler promovido a engenheiro-mestre real prussiano. Até 1869 permaneceu a serviço da Prússia, sendo então diretor da "Norddeutsche Aktiengesellschaft für Eisenbahnbedarf" em Berlim. Em 1874 foi para Estrasburgo, onde foi diretor da estrada de ferro e membro da diretoria geral das estradas de ferro francesa. Aposentou-se em 1899.

## Estudos de fadiga
Wöhler iniciou suas investigações sobre eixos pela pesquisa da teoria da elasticidade e foi conduzido, em 1855, a um método para prever a deflexão de vigas treliçadas que antecipou o trabalho de Émile Clapeyron.

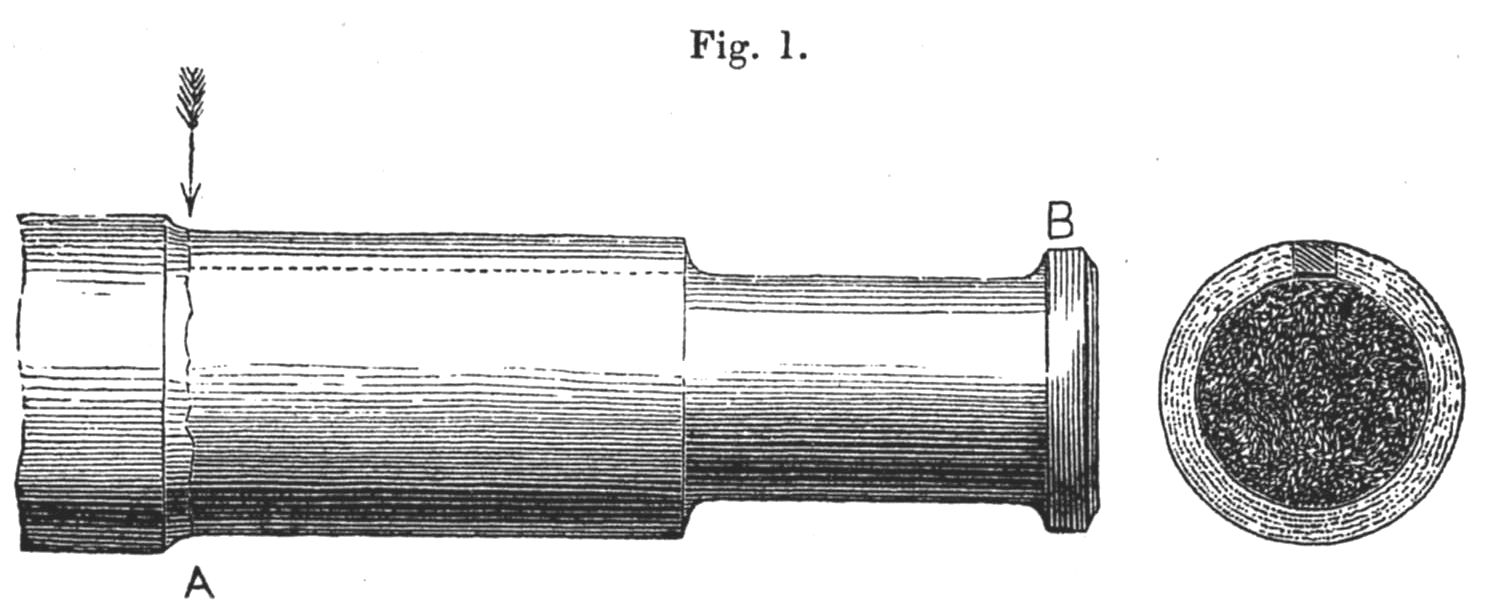
Desenho de uma falha de fadiga em um eixo, esboçado por Joseph Glynn após o acidente de Versalhes, 1842

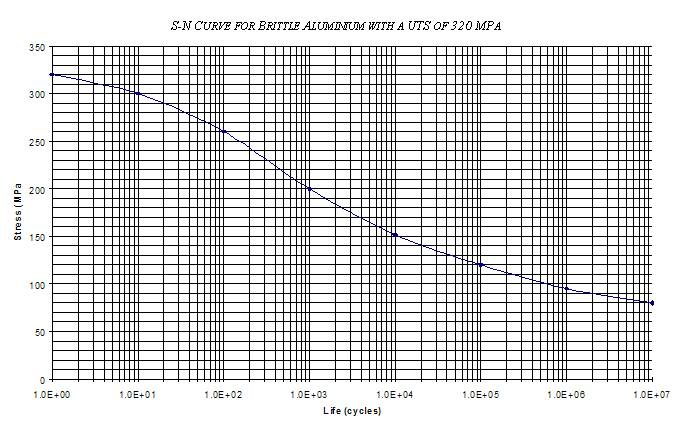
S-N curve de liga de alumínio

Seu trabalho sobre a fadiga marca a primeira investigação sistemática das S-N curve, também conhecidas como  Wöhler curves, para caracterizar o comportamento de materiais à fadiga. Essas curvas podem ser usadas para minimizar o problema de fadiga, diminuindo a tensão em pontos críticos de um componente. Wöhler mostrou claramente que a fadiga ocorre pelo crescimento de rachaduras de defeitos de superfície até que o produto não possa mais suportar a carga aplicada. A história de uma fratura pode ser entendida a partir de um estudo da superfície da fratura. Ele desenvolveu aparelhos para carregamento repetido de eixos ferroviários, principalmente porque muitos acidentes foram causados por fratura por fadiga súbita. A apresentação de seu trabalho na Exposição de Parisem 1867 levou-o a um amplo público internacional.
Wöhler foi um defensor da padronização estatal, testes e certificação de ferro e aço.